# 1-es villamos (Budapest)
A budapesti 1-es jelzésű villamos a Kelenföld vasútállomás és a Bécsi út / Vörösvári út között közlekedik a Hungária körgyűrűn. A főváros második leghosszabb villamosvonala. A viszonylatot a Budapesti Közlekedési Zrt. közlekedteti a Budapesti Közlekedési Központ megrendelésére.

## Története

### A régi 1-esek
1910-től, a viszonylatszámozás bevezetésekor az 1-es villamosok a mai Erzsébet királyné útja – Thököly út – Rákóczi út – Bajcsy Zsilinszky út – Váci út – Újpest, vasúti híd útvonalon közlekedtek.
1915-től a Keleti pályaudvartól közlekedtek Újpest, vasúti híd felé. 1919-ben az 1-es villamosjárat megszűnt.
1930 decemberétől az 1-es villamos Közvágóhíd és Nagyvásártelep között közlekedett időszakos jelleggel. 1944-ben – Budapest ostroma miatt – ismét eltűnt a térképről.
1945-től újra közlekedett a Közvágóhíd és Nagyvásártelep között, majd 1947-től a 88-as villamossal való párhuzamos közlekedés miatt megszűnt.
1955. február 28. és 1961. szeptember 3. között is létezett 1-es jelzéssel villamosjárat, ez a Marx (ma Nyugati) tér és az Újpesti vasúti híd között közlekedett a Váci úton, a 3-as villamos betétjárataként. Az ezt megelőző és az ezt követő időszakokban 3A jelzéssel közlekedett.

### A jelenlegi 1-es
A jelenlegi 1-es villamos útvonalán 1950 és 1993 között autóbuszok jártak.
1950-től kezdve Óbuda és a Váci út között közlekedett a 33-as villamos, mely a Nyugati pályaudvar felé kanyarodott tovább. Az Árpád híd felújításával e vonal megszűnt, és 1981-ben kezdetét vette a jelenlegi 1-es villamos pályájának kiépítése, a Bécsi út–Lehel utca közötti első szakaszon, amelyen a forgalom 1984. november 6-án indult meg (eleinte iker Tatra T5C5 motorkocsikkal, majd 1985. június 1-től – az óriási utasforgalom miatt – már három kocsis szerelvényekkel). A vonal a Róbert Károly – Hungária – Könyves Kálmán körút (Hungária körgyűrű) fejlesztésével együtt 1987. július 21-én a Kacsóh Pongrác útig, 1990. július 1-re a Thököly útig (Zugló vasútállomás), 1993. október 12-én pedig a Kerepesi útig (a megálló neve később Népstadion, majd Puskás Ferenc Stadion lett) ért; ezzel párhuzamosan az 1990 óta már csak a Népliget–Erzsébet királyné útja között azonos útvonalon járó régi 55-ös buszt 1993-ban megszüntették (a 55-öst már 1990-ben). 1995. július 17-én a vonal tovább hosszabbodott a Salgótarjáni utcáig. (Ma Hidegkuti Nándor Stadion. Ekkor szűnt meg az azonos útvonalon közlekedő 75A trolibusz.) 2000. december 16-ára épült ki a Lágymányosi hídig (a megálló neve ma Közvágóhíd H. 2000. december 18-án indult el a 2015-ig üzemelő betétjárata, az 1A. A korábbi végállomásokat átépítették megállóvá a Kerepesi úti kivételével, ahol a tárolóvágányok is megmaradtak. (Félreállásra illetve visszafogásra biztosítanak lehetőséget.)
A 2013-as árvíz idején 1B jelzéssel sűrítő betétjárata közlekedett a Bécsi út és a Lehel utca között a reggeli csúcsidőben.
2015. szeptember 26-án és 27-én pályafelújítás miatt az 1-es villamos helyett a Bécsi út / Vörösvári úttól a Savoya Parkig 1–18-as, a Kamaraerdei Ifjúsági Parkig 1–41-es, a Városház térig pedig 1–47-es jelzésű villamosok közlekedtek. Az 1–41-es villamos Budapest leghosszabb villamosvonala lett, a vonal hossza 24,5 km, a menetidő 68-76 perc volt.
2020. október 17-étől a vonalon közlekedő Tatra villamosokon engedélyezett a kerékpárszállítás.
2020. november 9-étől 1M jelzéssel a Népliget és a Bécsi út / Vörösvári út között új villamosjárat indul az M3-as metróvonal középső szakaszának felújítása miatt, alternatív metrópótló jelleggel. A metrópótlás megszűntével, 2023. június 1-től a jelzése ismét 1A-ra változott.

#### A vonal felújítása és meghosszabbítása (2013–2015)
A villamosvonal felújítása 2013-ra halaszthatatlanná vált. A vonal északi, legrégebbi szakaszán gyakorivá váltak az 5–10 km/h-s sebességkorlátozások, jelentősen megnövelve ezzel a menetidőt. 2013. szeptember 28-án megkezdődött a vonal felújításának első üteme a Bécsi út és a Lehel utca között. A Budapesti Közlekedési Központ a felújítás részeként új, alacsony padlós villamosok vásárlását, illetve egyes szakaszokon füvesített pálya és teljesen új peronok létesítését tervezte. Az 1A villamos közlekedését ideiglenesen szüneteltették. A kimaradó szakaszon az 1V és a 101V jelzésű pótlóbusz közlekedett a Bécsi úttól és Óbuda, Bogdáni úttól a Lehel utcáig.
December 15-én átadták az Árpád híd metróállomás (ma Göncz Árpád városközpont) – Lehel utca szakaszt. Az Árpád hídnál vágánykapcsolat, a Lehel utcánál pedig új gyalogosátkelőhely létesült a villamosmegállóhoz. Az 1V és 101V pótlóbuszok az Árpád hídig rövidültek.
2014. január 24-én megkezdődött a közvágóhídi végállomás átépítése. A villamos csak az Árpád híd és a Mester utca között járt, Közvágóhíd és Ferencváros vasútállomás között 201V jelzéssel pótlóbusz indult.
Március 3-án a BKK bejelentette a villamostender nyertesét: eszerint a spanyol CAF cég gyártja és szállítja le a villamosokat, melyek 2015–16-ban érkeztek meg.
Április 1. és 10. között az 1-es tovább rövidült, délen a Vajda Péter utcáig járt, ezzel együtt a 201V-t idáig hosszabbították. 11-én a vonal felújítása újabb szakaszához érkezett: a villamosok a Kacsóh Pongrác út és a Népliget között közlekedtek, mivel az óbudai szakaszon, illetve a Közvágóhíd és Népliget közötti szakaszon továbbra is tartott a villamospálya és a megállók felújítása. Az 1A viszonylat továbbra is szünetelt. Az 1V és 101V pótlóbuszt a Kacsóh Pongrác útig, a 201V-t a Népligetig hosszabbították.
Május 5-én az óbudai szakaszon újraindult a közlekedés, az 1-es újra a Bécsi út / Vörösvári útig közlekedik, az 1V és a 101V jelzésű pótlóbusz megszűnt. Június 10-étől a villamos csak a Bécsi út / Vörösvári út és a Lehel utca / Róbert Károly körút között közlekedett. A Népliget és az Árpád híd között az 1-es villamospótló, Kelenföld vasútállomástól pedig az ideiglenesen Árpád hídig meghosszabbított 103-as busz közlekedett. A 201V pótlóbusz megszűnt.
Június 16-án elkezdődött a villamos Fehérvári útig való meghosszabbítása a Rákóczi híd – Szerémi út – Hengermalom út útvonalon.
Szeptember 7-én átadták a Puskás Ferenc Stadion és a Közvágóhíd közötti vonalszakasz felújított megállóit. Az 1-es villamos ettől a naptól bontva közlekedett: a Bécsi út / Vörösvári út és a Lehel utca / Róbert Károly körút, illetve a Puskás Ferenc Stadion és a Közvágóhíd között. Az Árpád hídtól a Puskás Ferenc Stadionig az 1-es jelzésű pótlóbusz közlekedett. A 103-as busz ismét az eredeti útvonalán (Kelenföld vasútállomás – Népliget) közlekedett.
November 19-étől az 1-es teljes vonalán közlekedett, a Bécsi út / Vörösvári út és Közvágóhíd között; az 1A villamos pedig újra közlekedett a Bécsi út / Vörösvári út és a Népliget között. Az 1-es pótlóbusz megszűnt.
December 2-án a BKK kiírta a társadalmi egyeztetést az 1-es villamos dél-budai szakaszának átadásához kapcsolódó forgalmi változásokról, mely szerint az 1A megszűnik, helyette minden menet 1-es jelzéssel az Etele út / Fehérvári útig közlekedik, illetve hogy a 103-as busz útvonalát a Hengermalom útig rövidítik és 1-es jelzést kap.
2015. március 20-án átadták az 1-es villamos dél-budai szakaszát, ezért útvonala az Etele út / Fehérvári útig hosszabbodott, egyúttal megszűnt az 1A jelzésű betétjárata. A tervezettel ellentétben a 103-as jelzését nem módosították, viszont a végállomását a Hengermalom úthoz helyezték át.

#### A vonal Etele térig történő hosszabbítása (2017–2019)
2016. október 12-én a BKK kiírta a közbeszerzési eljárást az 1-es villamos Etele térig való meghosszabbítására. A beruházás révén a vonal három megállóval bővült, és 1,7 kilométerrel hosszabbodott meg. A Budapesti Közlekedési Központ 2017. október 20-án a Colas Alterra Építőipari Zrt. és a Siemens termelő, szolgáltató és kereskedelmi Zrt. konzorciumával kötött kivitelezési szerződést 8,631 milliárd forint értékben. A kivitelezés 2017. november 13-án kezdődött, átadására 2019. július 9-én, délután került sor; a végleges végállomási épület az év végéig készült el. (Ezzel párhuzamosan a 103-as busz követése jelentősen, félórásra ritkult. Vasárnap már nem közlekedett, végül 2022. augusztus 12-én megszűnt.)

## Tervek
Az óbudai hosszabbítás, azaz a Bécsi úti villamospálya kiépítése az esztergomi vasútvonal Aranyvölgy megállóhelyéig egyelőre csak tervszinten létezik. 2017. szeptember 8-án Tarlós István főpolgármester bejelentette, hogy a M3-as metróvonal várható többletköltségeinek javára lemondtak az 1-es villamos északi meghosszabbításáról.

### Szakaszai
| szakasz                                            | elkészült |
| -------------------------------------------------- | --------- |
| Bécsi út – Lehel utca                              | 1984      |
| Lehel utca – Kacsóh Pongrác út                     | 1987      |
| Kacsóh Pongrác út – Thököly út                     | 1990      |
| Thököly út – Népstadion                            | 1993      |
| Népstadion – Salgótarjáni út                       | 1995      |
| Salgótarjáni út – Közvágóhíd                       | 2000      |
| Közvágóhíd H – Etele út / Fehérvári út             | 2015      |
| Etele út / Fehérvári út – Kelenföld vasútállomás M | 2019      |

| Az 1-es villamos meghosszabbodása | Az 1-es villamos meghosszabbodása | Az 1-es villamos meghosszabbodása | Az 1-es villamos meghosszabbodása | Az 1-es villamos meghosszabbodása |
| --------------------------------- | --------------------------------- | --------------------------------- | --------------------------------- | --------------------------------- |
| Év                                |                                   |                                   |                                   | összhossz (km)                    |
| 1984                              | 1984                              |                                   | 4,4                               | 4,4                               |
| 1987                              | 1987                              |                                   | 5,6                               | 5,6                               |
| 1990                              | 1990                              |                                   | 6,5                               | 6,5                               |
| 1993                              | 1993                              |                                   | 8,2                               | 8,2                               |
| 1995                              | 1995                              |                                   | 9,3                               | 9,3                               |
| 2000                              | 2000                              |                                   | 13,4                              | 13,4                              |
| 2015                              | 2015                              |                                   | 16,6                              | 16,6                              |
| 2019                              | 2019                              |                                   | 18,2                              | 18,2                              |
| 2020 után                         | 2020 után                         |                                   | 21,5                              | 21,5                              |
| ██ = Megvalósult ██ = Terv        |                                   |                                   |                                   |                                   |

### Fejlesztési tervek
A villamosvonal a jelenlegi tervek szerint egy ütemben hosszabbodik meg:
Bécsi út – Aranyvölgy
A vonal északi meghosszabbítását jelenti a külső Bécsi úti villamos terve, amely mintegy 3,2 kilométeres továbbépítéssel a Budapest–Esztergom-vasútvonal keresztezéséig toldaná meg a villamospályát, a vasút Aranyvölgy megállóhelyéig. Egyelőre nem eldöntött, hogy ezen a szakaszon az 1-es vagy – a budai fonódó villamoshálózat keretében – a 17-es, 19-es illetve 41-es villamos járna; a projekt előkészítési fázisban van.

## Járművek
Az 1-es vonalon Tátra villamosok mellett már 17 darab 56 méteres CAF Urbos villamos is jár a vonalon.
2013 augusztusában eldőlt, hogy a BKK által kiírt tenderen nyertes spanyol CAF vállalat 2015 végéig 27 milliárd forintért 35 darab rövid (34 m-es) és a 12 hosszú (56 m-es), alacsonypadlós, hosszában átjárható villamost szállít az 1-es és 3-as vonalára. A szerződés tartalmaz egy 77 villamosra szóló opciót is, amelyet forrás esetén lehet lehívni.
A vonalon 2016. március 9-én közlekedett először utasokat is szállítva az első 56 méter hosszú alacsonypadlós CAF Urbos 3 villamos. A menetrend szerinti forgalomba állás március 31-én történt.
2016. december 17-étől hétvégéken 2 darab Siemens Combino Supra villamos is jár a vonalon. 2017. február 25-étől pedig hétvégenként kizárólag alacsonypadlós villamosok, vagyis CAF-ok és Combinók közlekednek a vonalon.
A korábbi 77 villamosra szóló opcióból 2017 decemberében további 26 darab CAF Urbos típusú villamos megrendeléséről döntöttek, az új CAF Urbos 3 villamosok közül 5 hosszú szerelvény érkezett, amelyek 2020. október 12-én délután álltak forgalomba.
2024-26 között újabb 5, 56 m hosszú CAF Urbos állhat forgalomba a járaton.

## Útvonala
| Bécsi út / Vörösvári út felé |
| Kelenföld vasútállomás M vá. – Somogyi út – Etele tér – Etele út – Hengermalom út – Szerémi út – Rákóczi híd – Könyves Kálmán körút – Hungária körút – Róbert Károly körút – Árpád híd – Vörösvári út – Bécsi út / Vörösvári út vá. |
| Kelenföld vasútállomás felé |
| Bécsi út / Vörösvári út vá. – Vörösvári út – Árpád híd – Róbert Károly körút – Hungária körút – Könyves Kálmán körút – Rákóczi híd – Szerémi út – Hengermalom út – Etele út – Etele tér – Somogyi út – Kelenföld vasútállomás M vá. |

## Megállóhelyei
Az átszállási kapcsolatok között az azonos, de rövidebb (Bécsi út / Vörösvári út – Népliget) útvonalon közlekedő 1A villamos nincs feltüntetve. Az 1-es villamos vonalán akadálymentes járművek is közlekednek, a megállóhelyek mindegyike akadálymentesen megközelíthető.
| 0  | Bécsi út / Vörösvári út végállomás                  | 51 | 17, 19, 41 137, 160, 218, 237, 260 800, 815, 820, 821, 830, 832, 840, 848 | Eurocenter |
| 2  | Óbudai rendelőintézet                               | 49 | 137, 160, 218, 237, 260 820, 821, 830, 832, 840, 848 | Szent Margit rendelőintézet, Első Óbudai Általános Iskola                                                                                 |
| 3  | Flórián tér                                         | 48 | 9, 34, 106, 111, 118, 134, 137, 218, 226, 237 800, 815, 820, 821, 830, 832, 840, 848 | Flórián Üzletközpont |
| 4  | Szentlélek tér H                                    | 46 | 29, 34, 106, 118, 134, 137, 218, 226, 237 | HÉV-állomás, Árpád híd, III. kerületi Polgármesteri Hivatal, Óbudai Gimnázium, Vasarely Múzeum, Zichy-kastély, Kobuci Kert                |
| 6  | Népfürdő utca / Árpád híd                           | 44 | 15, 26, 34, 106 79 | Árpád híd, Árpád híd autóbusz-állomás, Dagály fürdő; Europe Tower & Duna Tower irodaházak                                                 |
| 8  | Göncz Árpád városközpont M                          | 43 | 26, 32, 34, 106, 120 79 800, 815, 820, 821, 830, 832, 840, 848 | Metróállomás, Országos Rendőr-főkapitányság, Nyugdíjfolyósító Igazgatóság, József Attila Színház                                          |
| 10 | Honvédkórház                                        | 41 | 32, 120 | Állami Egészségügyi Központ (Honvéd Kórház)                                                                                               |
| 11 | Lehel utca / Róbert Károly körút                    | 40 | 14 105, 210, 210B | Angyalföldi Elme- és Ideggyógyintézet (Nyírő Gyula Kórház)                                                                                |
| 13 | Vágány utca / Róbert Károly körút                   | 38 | 20E, 30, 30A, 32, 105, 210, 210B, 230 | Mentőállomás |
| 14 | Kacsóh Pongrác út                                   | 37 | 3, 69 72, 74, 81, 82 25, 32, 225 396, 397, 398, 399, 402, 412, 414, 422, 424, 432, 434, 435, 436, 437, 438, 439, 442 1020, 1021, 1024, 1031, 1034, 1037, 1039, 1040, 1044, 1045, 1046, 1049, 1050, 1052, 1053, 1054, 1063, 1066, 1067, 1068, 1069, 1076 | Metróállomás, Városliget, Széchenyi gyógyfürdő                                                                                            |
| 16 | Erzsébet királyné útja, aluljáró                    | 36 | 3, 69 70, 72, 74, 82 5 | Városliget |
| 17 | Ajtósi Dürer sor                                    | 34 | 72, 74 5 | Városliget, Vakok Állami Intézete, Teleki Blanka Gimnázium                                                                                |
| 18 | Zugló vasútállomás                                  | 33 | 72 5, 7, 7E, 8E, 108E, 110, 112, 133E S21 S50 G50 Z50 IC, sebesvonat, gyorsvonat | Zugló, Budapest Környéki Törvényszék |
| 20 | Egressy út / Hungária körút                         | 31 | 77 | |
| 22 | Puskás Ferenc Stadion M                             | 29 | 73, 75, 77, 80 95, 130, 195 396, 397, 398, 399, 400, 402, 410, 412, 414, 422, 424, 430, 432, 434, 435, 436, 437, 438, 439, 440, 441, 442, 485, 486 1020, 1021, 1024, 1031, 1034, 1037, 1039, 1040, 1044, 1045, 1046, 1049, 1050, 1052, 1053, 1054, 1060, 1063, 1066, 1067, 1068, 1069, 1070, 1075, 1076, 1077, 1078                                                                                               | Metróállomás, Stadion autóbusz-állomás, Puskás Aréna, Papp László Budapest Sportaréna, BOK Sportcsarnok, Magyar Tudományos Akadémia – ÁTI |
| 23 | Hős utca                                            | 27 | | Zrínyi Miklós Nemzetvédelmi Egyetem |
| 25 | Hidegkuti Nándor Stadion                            | 25 | 37, 37A | Hidegkuti Nándor Stadion, Hungária kocsiszín                                                                                              |
| 27 | Kőbányai út / Könyves Kálmán körút                  | 23 | 28, 28A, 62 9, 217E | Népliget, Józsefvárosi Piac, Közlekedési Múzeum (épülő)                                                                                   |
| 29 | Vajda Péter utca                                    | 21 | 99 | Népliget |
| 31 | Népliget M                                          | 20 | 254E 83 607, 608, 626, 628, 629, 630, 631, 632, 633, 635, 636, 650, 653, 655, 656, 660, 661, 705 1080, 1081, 1085, 1087, 1090, 1092, 1094, 1110, 1111, 1113, 1115, 1120, 1121, 1125, 1131, 1134, 1136, 1172, 1173, 1174, 1175, 1176, 1177, 1183, 1184, 1185, 1188, 1189, 1190, 1193, 1194, 1201, 1205, 1212, 1215, 1216, 1229, 1251, 1253, 1254, 1257, 1268                                                       | Metróállomás, Népliget autóbusz-állomás, Népliget, MVM Dome, Groupama Aréna, Planetárium                                                  |
| 32 | Albert Flórián út                                   | 18 | 281 | Népliget autóbusz-állomás, Szent László Kórház                                                                                            |
| 34 | Ferencváros vasútállomás – Málenkij Robot Emlékhely | 16 | 281 G10 S36 G43 gyorsvonat | Ferencváros, Siketek pálya |
| 36 | Mester utca / Könyves Kálmán körút                  | 14 | 2B, 51, 51A 281 | Lurdy Ház |
| 38 | Közvágóhíd H                                        | 12 | 2, 24 54, 55, 179, 223E, 224, 224E, 255E | HÉV-állomás (H6, H7), Rákóczi híd, Müpa, Nemzeti Színház, Közvágóhíd, Budapest Park                                                       |
| 40 | Infopark                                            | 10 | 107, 153, 154 | Rákóczi híd, Infopark, Budapesti Műszaki és Gazdaságtudományi Egyetem, Eötvös Loránd Tudományegyetem, Tüskecsarnok                        |
| 41 | Budafoki út / Dombóvári út                          | 9  | 33, 33A, 107, 133E, 154 | Bogdánfy utcai Sporttelep, Tüskecsarnok                                                                                                   |
| 43 | Hauszmann Alajos utca / Szerémi út                  | 7  | | Gabányi László Sportcsarnok, Telekom Park, Műszaki Tanulmánytár                                                                           |
| 44 | Hengermalom út / Szerémi út                         | 6  | | |
| 46 | Etele út / Fehérvári út                             | 5  | 17, 41, 47, 48, 56 213 689, 691 | Boldog Meszlényi Zoltán-plébániatemplom                                                                                                   |
| 48 | Bikás park M                                        | 3  | 7, 58, 114, 153, 213, 214 689, 691 | Metróállomás, Piac |
| 49 | Bártfai utca                                        | 1  | 58 | Nelson Mandela Park |
| 51 | Kelenföld vasútállomás M végállomás                 | 0  | 19, 49 8E, 40, 40B, 40E, 53, 58, 87, 87A, 88, 88A, 101B, 101E, 108E, 141, 150, 150B, 153, 154, 172, 173, 187, 188, 188E, 250, 250B, 251, 251A, 251E, 272 689, 691, 710, 712, 715, 720, 722, 724, 725, 727, 731, 732, 734, 735, 736, 760, 762, 763, 764, 767, 770, 774, 775, 778, 779, 798, 799 S10 G10 S12 S30 G30 Z30 S34 S35 S36 S40 G40 Z40 S42 Z42 G43 G44 IC, EC, EN, sebesvonat, gyorsvonat, expresszvonat, | Metróállomás, Kelenföld autóbusz-állomás, Kelenföld vasútállomás, Etele Plaza                                                             |

## Képgaléria

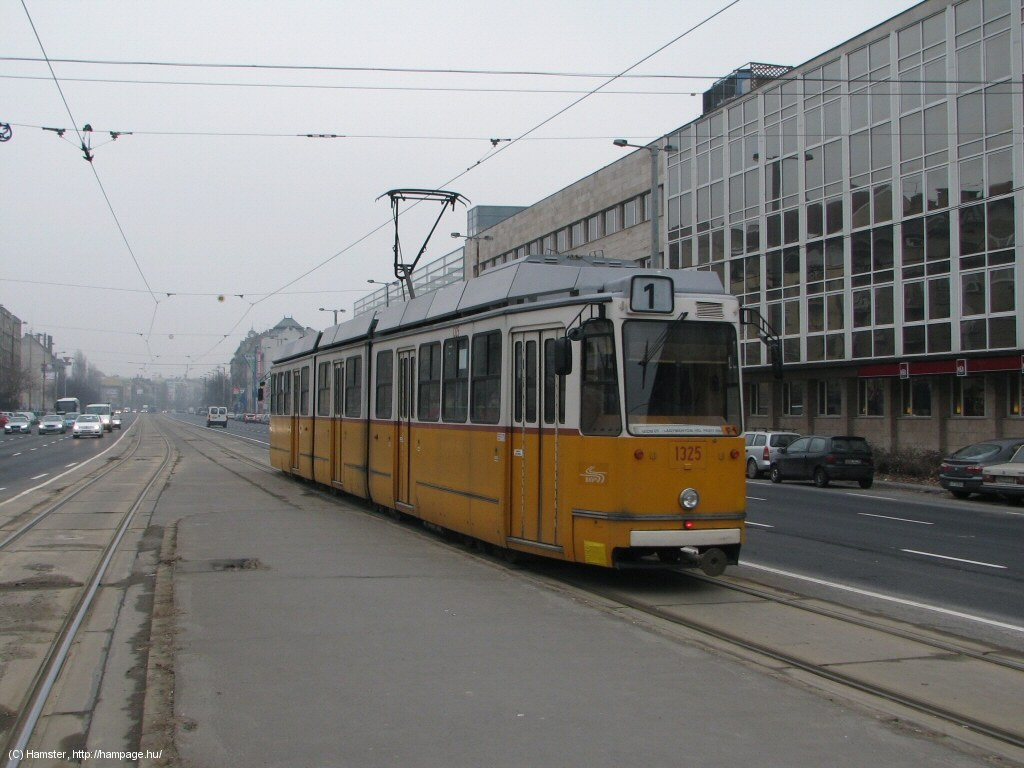
Ganz KCSV–7 villamos a Zuglói vasútállomásnál 2010-ben
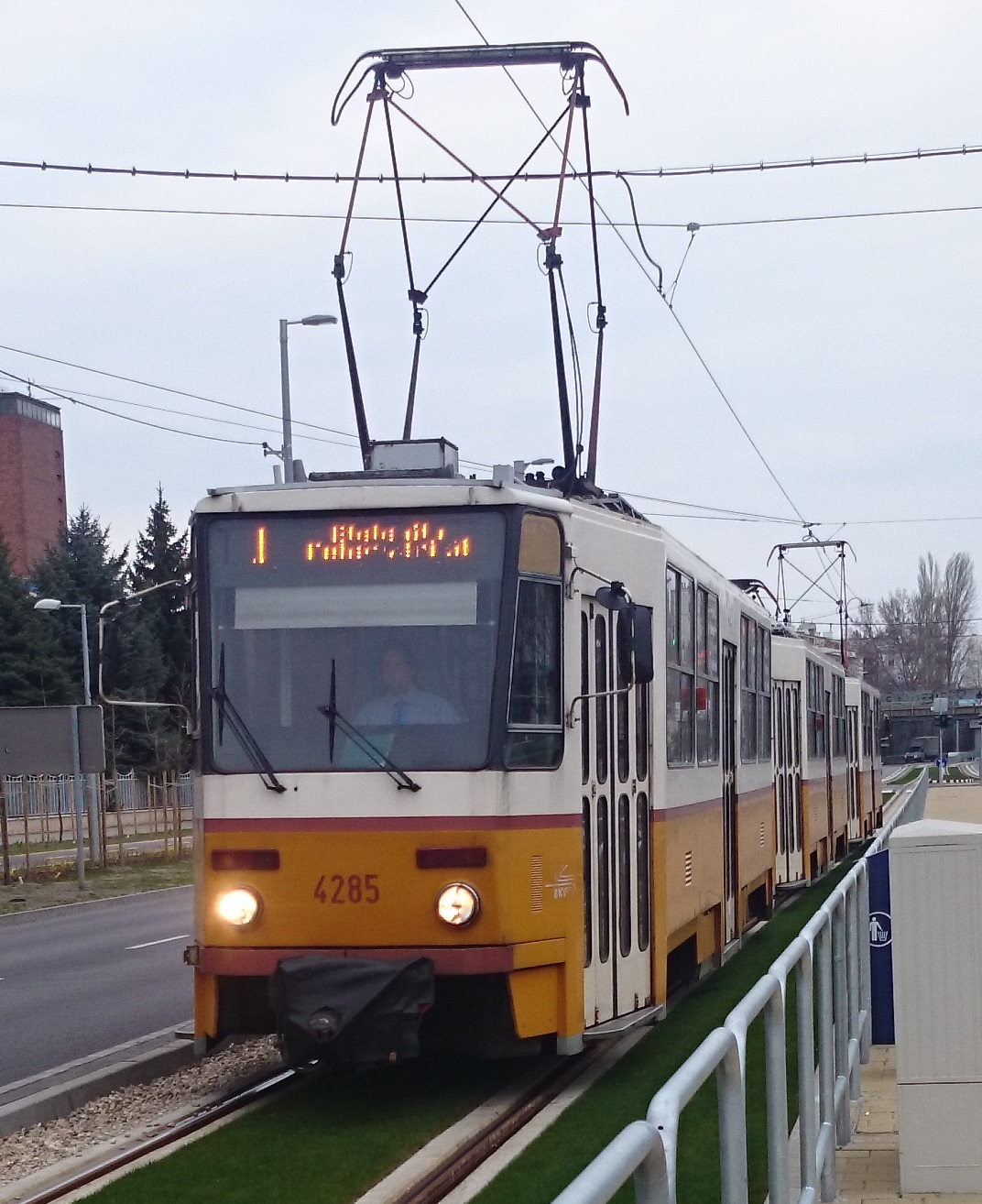
Tatra T5C5 villamos a Szerémi úton
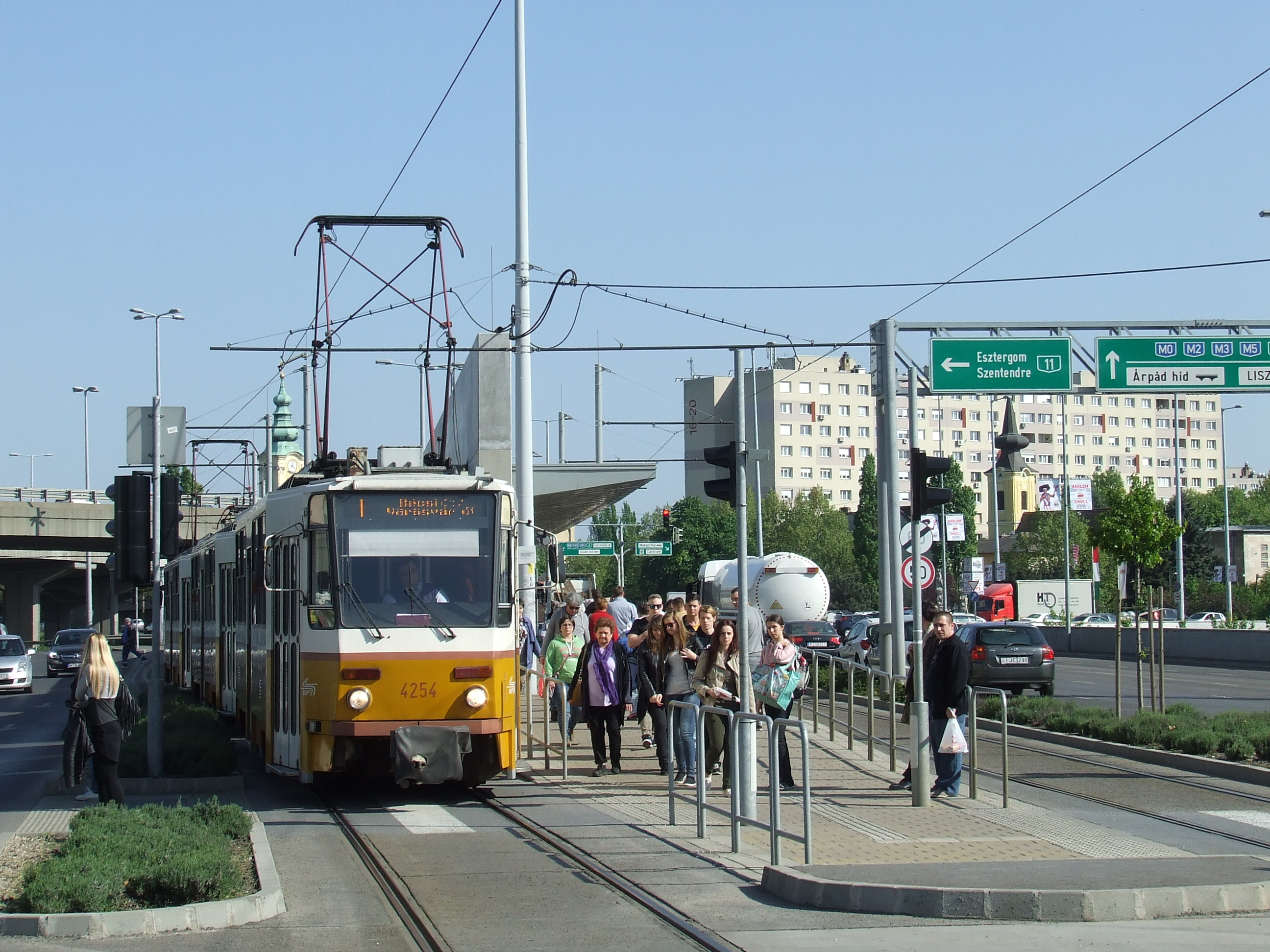
Tatra T5C5 villamos a Flórián téren
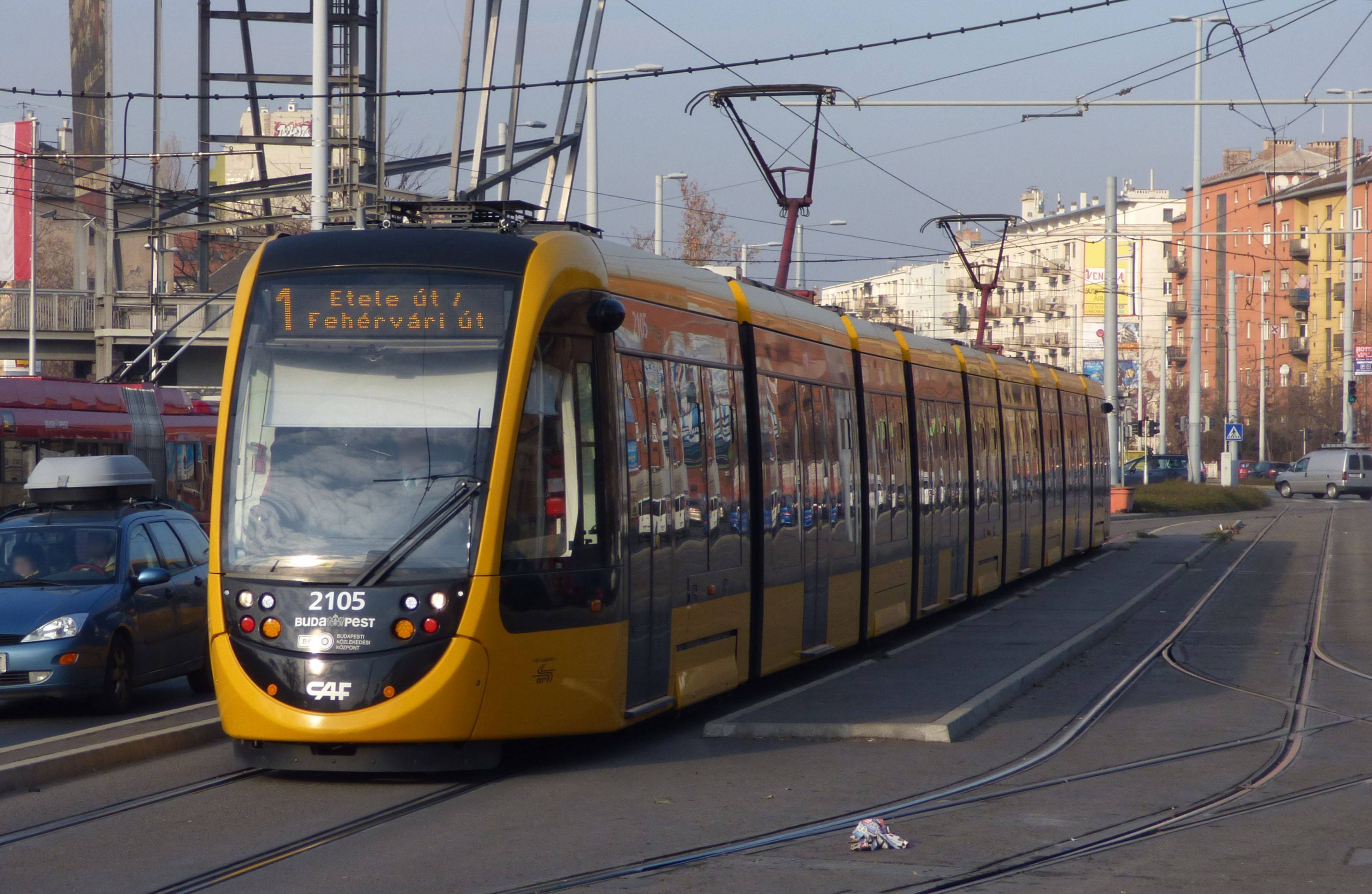
CAF Urbos 3 a Puskás Ferenc Stadionnál
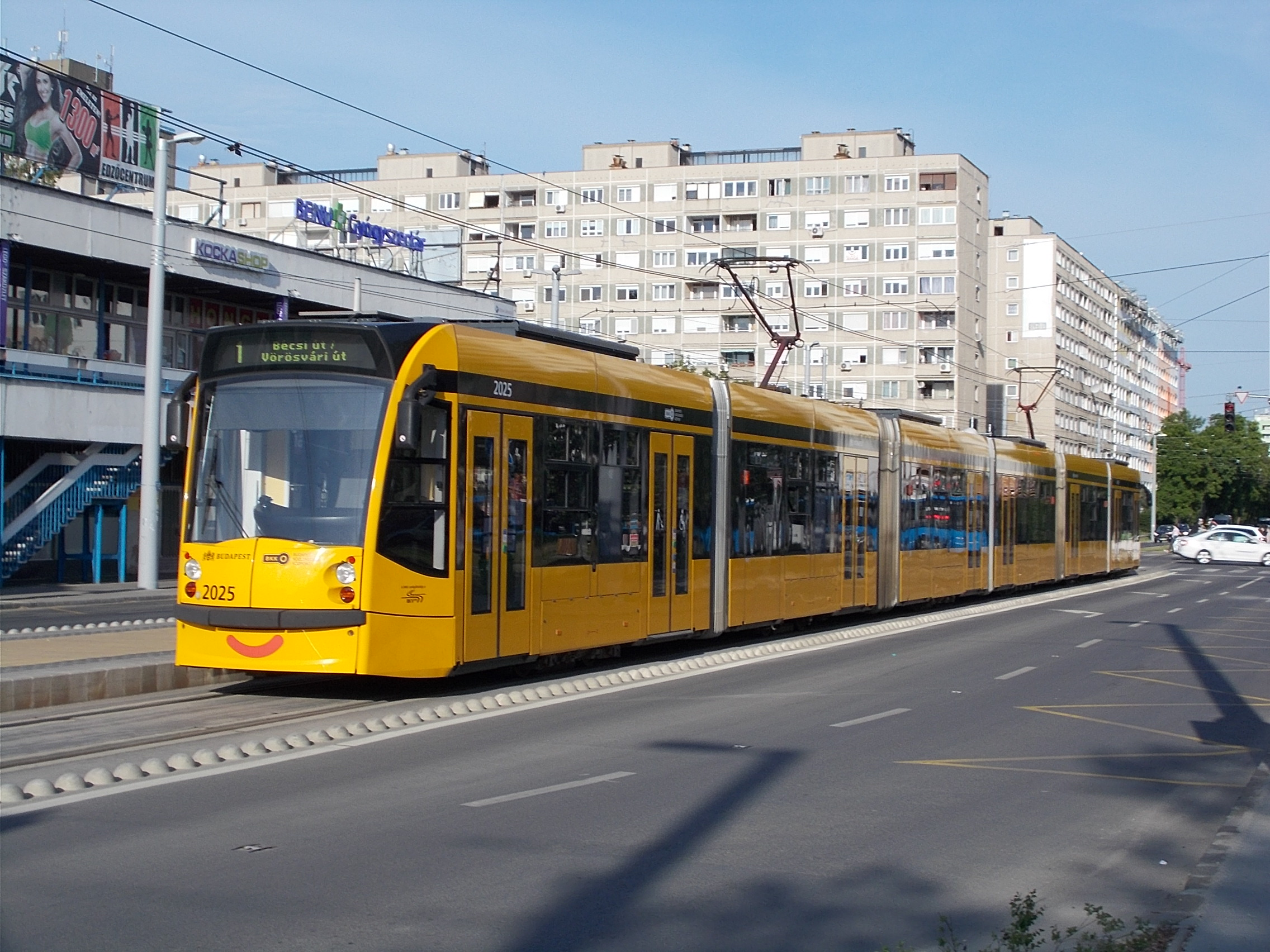
Combino villamos a Bikás parknál 2020 májusában
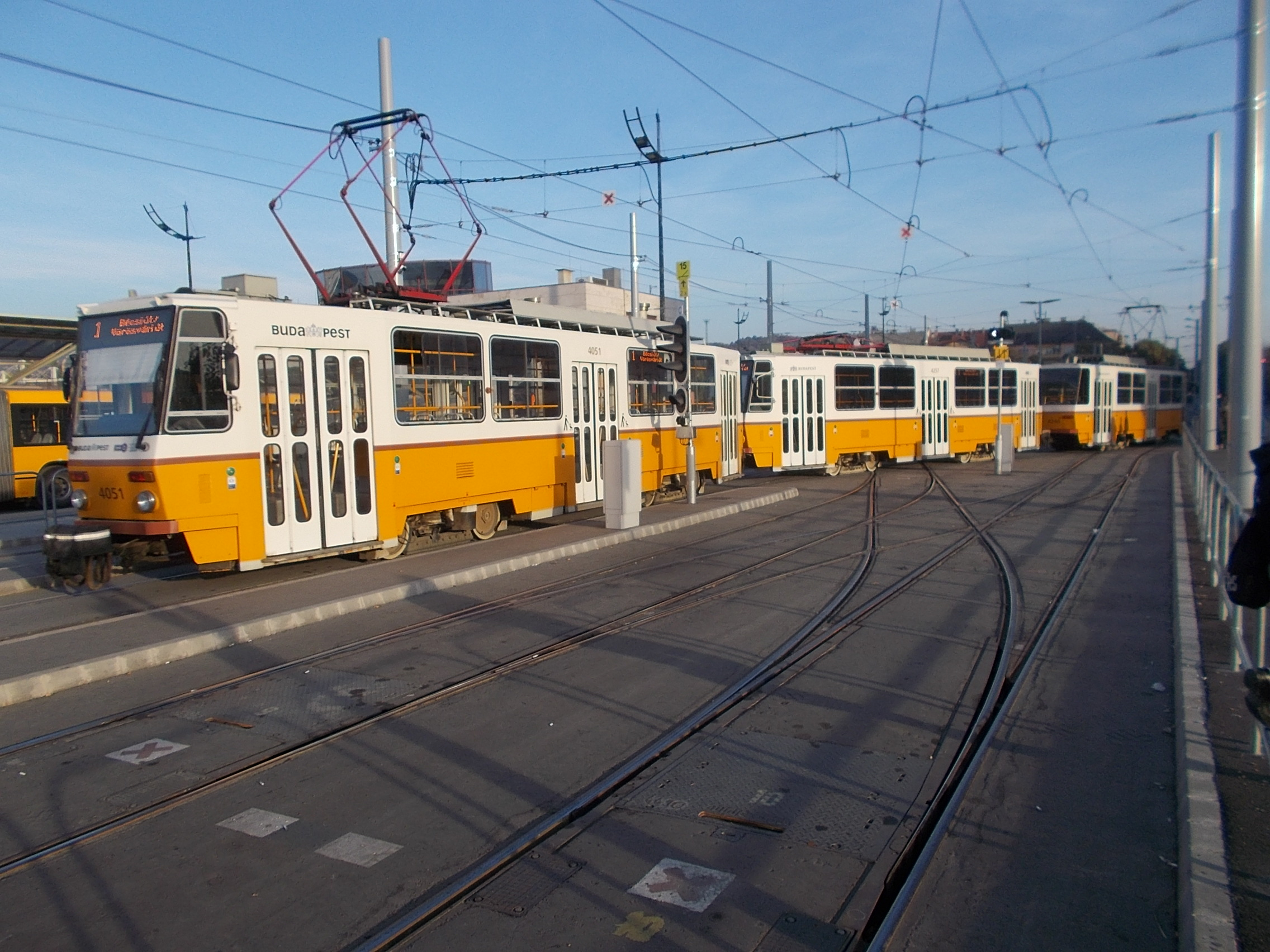
Tatra T5C5K villamos a Kelenföldi végállomáson 2019 októberében
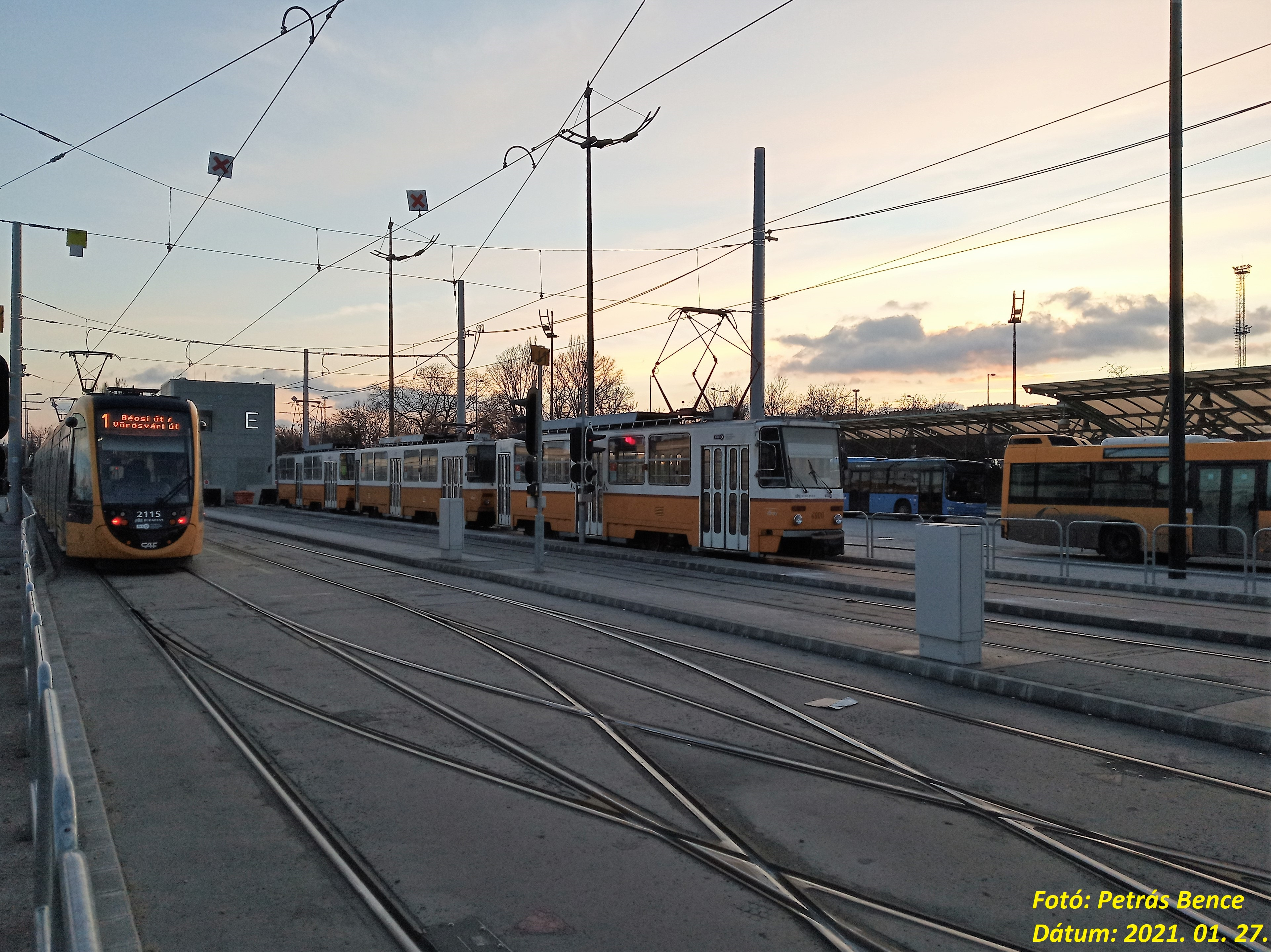
CAF Urbos 3 és Tatra T5C5 típusú villamosok a kelenföldi végállomáson, 2021 januárjában